# Sonic Heroes
Sonic Heroes is een spel uit de Sonic the Hedgehog-serie. Het is het tweede spel ontwikkeld door Sonic Team USA. Het spel is in eerste instantie gemaakt voor de GameCube. Daarna werd het ook voor de PlayStation 2, pc en Xbox uitgebracht. Het spel is tot stand gekomen door gebruik te maken van de RenderWare-engine.
Het spel bestaat uit verschillende levels. Het is de bedoeling om eerst twee levels te behalen, voordat er tegen een eindbaas gevochten kan worden. Er spelen veel personages in het spel, die samen in teams zitten:
| Spelfiguur           | Type     | Team         |
| -------------------- | -------- | ------------ |
| Sonic the Hedgehog   | Snelheid | Team Sonic   |
| Tails Prower         | Vliegen  | Team Sonic   |
| Knuckles the Echidna | Kracht   | Team Sonic   |
| Shadow the Hedgehog  | Snelheid | Team Dark    |
| Rouge the Bat        | Vliegen  | Team Dark    |
| E-123 Omega          | Kracht   | Team Dark    |
| Amy Rose             | Snelheid | Team Rose    |
| Cream the Rabbit     | Vliegen  | Team Rose    |
| Big the Cat          | Kracht   | Team Rose    |
| Espio the Chameleon  | Snelheid | Team Chaotix |
| Charmy Bee           | Vliegen  | Team Chaotix |
| Vector the Crocodile | Kracht   | Team Chaotix |

## Platforms
| Jaar | Platform                      |
| ---- | ----------------------------- |
| 2003 | GameCube, PlayStation 2, Xbox |
| 2004 | Windows                       |

## Ontvangst
| Beoordeeld door        | Platform      | Datum            | Score |
| ---------------------- | ------------- | ---------------- | ----- |
| Next Level Gaming      | GameCube      | 31 januari 2004  | 90%   |
| Game Informer Magazine | GameCube      | januari 2004     | 78%   |
| GameZone               | Windows       | 20 januari 2005  | 70%   |
| JeuxVideoPC.com        | Windows       | 6 december 2003  | 70%   |
| PlayFrance             | PlayStation 2 | 7 februari 2004  | 70%   |
| GameCola.net           | PlayStation 2 | april 2004       | 68%   |
| Worth Playing          | PlayStation 2 | 23 februari 2003 | 68%   |
| Gamezine               | PlayStation 2 | 26 februari 2004 | 65%   |
| GameSpy                | PlayStation 2 | 31 januari 2004  | 60%   |
| Super Play             | Xbox          | februari 2004    | 50%   |